# Elton Rodrigues Brandão
Elton Rodrigues Brandão, mais conhecido como Elton (Iramaia, 1 de agosto de 1985), é um ex-futebolista brasileiro que atuava como atacante. É o segundo maior artilheiro da história do Cuiabá, com 36 gols marcados.

## Carreira

### Início
Jogador canhoto e filho de um sargento de polícia, Elton aprendeu, desde garoto, a viver de cidade em cidade. A cada transferência que o trabalho impunha ao pai, ele incorporava à rotina nomes como Iramaia, Itaeté, Marcionílio, Iaçu e Itaberaba. Ele não imaginava, mas a peregrinação pelo interior da Bahia serviu de preparação.
O menino que jogava numa escolinha de Itaberaba fez quatro testes, dois do Bahia e dois do Vitória. Jamais passou. Aos 15 anos, ainda que a família não tivesse necessidades urgentes, largou o futebol e foi trabalhar numa gráfica, operando máquinas. No entanto, o futebol cruzaria novamente seu caminho sete meses depois. No Intermunicipal, o mesmo torneio que revelou outro baiano, Obina, Elton despontou. Pensou em desistir por causa da incompatibilidade entre os treinos e o trabalho na gráfica, mas foi incentivado pelo pai a se dedicar só ao futebol. Contratado pelo Palmeiras do Nordeste, de Feira de Santana, retomaria sua peregrinação.
Em 2002, Elton foi comprado pelo Iraty, clube que revelou para o mundo do futebol. Após boa passagem pelo Iraty, foi comprado pelo São Caetano, fez uma boa passagem por lá, até que foi para o Santo André, foi fundamental para o time do Ramalhão.
No mesmo ano, Elton foi para o futebol da Polônia, onde atuou por pouco tempo e retornou para o Santo André, para disputar o Campeonato Brasileiro - Série B - 2008, no qual foi fundamental para a subida do clube para a Série A. Após ser um dos artilheiros do time, foi emprestado por um ano ao Club de Regatas Vasco da Gama
Elton foi o artilheiro do Vasco da Gama no ano. Foram 40 partidas, 24 gols, é o Artilheiro do Campeonato Brasileiro - Série B - 2009. No término de 2009 Elton chamou atenção de alguns clubes da Europa, mas não chegou a um acordo com nenhum deles e em 2010 o Vasco comprou 100% dos seus direitos econômicos e 20% dos federativos por R$400.000 ao São Caetano.

### Santo André
No ano de 2008, Elton foi fundamental para a subida do Ramalhão para a Série A. Foi um dos artilheiros da equipe, junto com Jeferson e Marcio Mixirica, marcando 10 gols na competição.

### Vasco da Gama
Após boas passagens por vários clubes brasileiros, Elton recebe a chance de sua vida e é contratado pelo Vasco da Gama. Foi o artilheiro da Série B de 2009, com 17 gols, sendo fundamental para o retorno do clube carioca à elite do futebol brasileiro. No segundo semestre de 2010 Elton foi emprestado ao Braga-POR.
Em janeiro de 2011 Vasco acerta o retorno de Elton, que estava no Braga-POR. Ele foi emprestado por um ano ao Vasco pelo Olé Brasil, que detém a maior parte dos direitos do jogador. Em enquete realizada pelo GLOBOESPORTE.COM no fim de 2010 sobre qual jogador que estava emprestado pelo clube fazia mais falta, Elton foi o preferido dos torcedores.

### Braga
Em agosto de 2010, Elton foi emprestado para defender as cores do Braga, de Portugal. O empréstimo terminou ao final do ano de 2010 e ele retornou ao Vasco para a temporada 2011.

### Corinthians
Em Dezembro de 2011, o empréstimo de Elton ao Vasco da Gama terminou. Então, ele foi vendido ao Corinthians e assinou por 3 anos e meio. No dia 21 de janeiro de 2012, fez sua primeira partida oficial pelo Corinthians quando na vitória sobre o Mirassol por 2 a 1 substituiu o zagueiro Paulo André, tendo inclusive marcado um gol. Também marcou na vitória sobre o Nacional do Paraguai pela Libertadores na vitória por 3 a 1 fora de casa.

### Vitória
Sem chances no Corinthians, onde não vinha sendo sequer relacionado para o banco de reservas, no dia 13 de agosto foi anunciado o empréstimo de Elton ao Vitória até o fim do ano. Estreou no dia 17 de agosto, marcando um dos gols da vitória por 2 a 1 sobre o Joinville, em jogo realizado no Barradão. Marcou mais um em sua segunda partida pelo rubro-negro baiano, o segundo da virada por 3 a 1 sobre o Ceará, em Fortaleza. Em boa fase, seguiu marcando gols contra Criciúma, Boa Esporte, ABC, Paraná, ASA e CRB, além de mais dois contra o Goiás, assumindo a artilharia do Vitória na disputa da Série B após apenas dois meses desde sua chegada.
Elton finalizou sua passagem pelo rubro-negro baiano com um total de 10 gols em 20 jogos, sendo de fundamental importância na campanha que garantiu o retorno do Vitória à primeira divisão do futebol brasileiro. Ao final da temporada, retornou ao Corinthians.

### Náutico
Em janeiro de 2013 acertou em empréstimo para o Náutico até o final do ano. Marcou seus dois primeiros gols vestindo a camisa alvirrubra em 6 de fevereiro de 2013, onde seus gols foram fundamentais para o triunfo do Náutico sobre o Serra Talhada nos Aflitos.  Fez dois gols em 24 de fevereiro, contra o Petrolina, numa vitória por goleada de 8 a 0 dentro de casa. Marcou um hat-trick contra o Chã Grande em 2 de março, em vitória por 5 a 3 dentro de casa.
Com a camisa do Timbu, Elton passou a brigar pelo posto de artilheiro do ano ao chegar a uma marca dos 10 gols em 6 de março. Fez mais dois gols em 13 de março, contra o Porto. E no dia 28 de abril de 2013, marcou novamente 2 gols desta vez contra o Santa Cruz indo para a artilharia isolada com 16 gols no campeonato pernambucano. Elton terminou o campeonato como artilheiro, com 17 gols, artilharia que viria a se confirmar como a maior da competição na década de 2010. Fez o gol do Náutico de pênalti no empate por 1 a 1 com Sporting de Portugal na inauguração da Arena Pernambuco, em 22 de maio de 2013. Elton sofreu uma forte pancada na perna direita. De acordo com o médico Marcos Lessa, chegou-se até a se suspeitar de uma possível fratura, que foi rechaçada após exames.
Apesar de negar a proposta para deixar os Aflitos, a própria diretoria alvirrubra já admitiu que a possibilidade de Elton deixar o clube é grande. O jogador relutou, mas acabou deixando escapar alguma coisa. "Quando chegar em definitivo, todos vocês vão saber, até porque a janela não abriu ainda. Mas vamos focar nos cinco primeiros jogos para conseguir o máximo de pontos possíveis", repetiu.

### Al-Nassr
Elton acertou o empréstimo para o Al Nassr, da Arábia Saudita, e viajará após a pausa do Campeonato Brasileiro para a Copa das Confederações.
O jogador tem os direitos federativos ligados ao Corinthians até 2015 e havia sido emprestado ao Náutico até o fim do ano. Como a proposta foi vantajosa para todas as partes, a transferência foi acertada.
Via assessoria de imprensa, o empresário Marcelo Robalinho confirmou a transferência:
| “ | Temos uma relação muito boa com esse clube árabe, um dos mais fortes e tradicionais do país. Eles já vinham seguindo o Elton há um ano, desde a época em que ele defendeu o Corinthians, mas na última janela de transferências não houve acordo. Nesse momento, o Corinthians aceitou a negociação e as duas partes selaram o negócio. O Al Nassr é um dos melhores clubes da Arábia Saudita e disputa as competições mais importantes. O Elton é um grande atacante, tem tudo para dar certo nesse desafio e se consolidar como um dos principais jogadores do clube e do país. | ” |

### Flamengo
Assinou contrato em 20 de agosto de 2014 com o Flamengo para jogar até maio de 2015. Grande parte dos torcedores do Fla não aprovaram sua contratação por conta do seu passado vascaíno. Estreou pelo time em 31 de agosto, no triunfo por 2 a 1 contra o Vitória, pela 18ª rodada do Brasileirão, onde entrou no lugar de Alecsandro aos 37 do segundo tempo. Abriu o placar da partida e fez seu primeiro gol com a nova camisa no empate por 1 a 1 contra o Criciúma, disputado em 23 de novembro, em jogo válido pela 36ª rodada do Brasileiro. Na rodada seguinte, em 29 de novembro, marcou o seu segundo e último gol pelo Mengão, o segundo na vitória por 4 a 0 sobre o Vitória, feito aos 23 minutos da etapa final. Seu último jogo foi um empate em 1 a 1 contra o Grêmio, na última rodada do Campeonato Brasileiro, em 7 de dezembro.
Fora dos planos do técnico Vanderlei Luxemburgo e treinando separado no "Ninho do Urubu", Elton definiu a rescisão do contrato que ia até o fim do Campeonato Carioca e ficou livre para seguir a carreira em outro clube. Contratado durante o Brasileirão, o jogador entrou em campo apenas 13 vezes e marcou dois gols pelo clube.

### Vitória
No dia 30 de janeiro de 2015, foi oficializado seu retorno ao Vitória após cerca de três anos. Elton assinou um empréstimo de um ano, já que tem seu passe vinculado ao Monte Azul. Chegou ao rubro-negro com o objetivo principal de conquistar o acesso a Seria A de 2016.

### Figueirense
No dia 16 de agosto de 2018, Elton foi anunciado como novo jogador do Figueirense.Depois foi para o Sport

### Sport Recife
Jogou de empréstimo no Sport

### Cuiabá
Depois de rescindir seu contrato com o Sport, foi para o Cuiabá, encerrou sua passagem no Cuiabá em 2022, foi pro CSA de empréstimo

### CSA
O Cuiabá dispensou o jogador Élton e vendeu pro CSA, Encerrou sua passagem com 14 partidas e apenas 2 gols.

## Títulos
Santo André
- Campeonato Paulista - Série A2: 2008

Vasco da Gama
- Campeonato Brasileiro - Série B: 2009
- Copa da Hora: 2010
- Copa do Brasil: 2011

Corinthians
- Copa Libertadores : 2012

Al Nassr
- Crown Prince Cup: 2014
- Saudi Professional League: 2013–14

Ceará
- Campeonato Cearense: 2018

Sport
- Campeonato Pernambucano: 2019

Cuiabá
- Campeonato Mato-Grossense: 2021 e 2022

## Prêmios individuais
- Artilheiro do Campeonato Brasileiro - Série B: 2009 (17 gols)
- Artilheiro do Campeonato Pernambucano: 2013 (17 gols)
- Gol mais bonito do Campeonato Paulista: 2017